# Kissziget
Kissziget là một thị trấn thuộc hạt Zala, Hungary. Thị trấn này có diện tích 7,07 km², dân số năm 2010 là 146 người, mật độ 21 người/km².